# Стоян Божков
Стоян (Станче) Грозданов Божков е български възрожденски просветен деец.

## Биография
Роден е в хасковското село Куручешме. В 1864 година става учител в родното си село. В 1868 година заминава за Македония и става учител в Битоля и Солун (1868 – 1869).
През пролетта на 1869 година отваря българско училище в Струмица. Той сключва договор със струмишките първенци, в който се определя заплатата му и на колко време е условен за учител. Според митрополит Герасим Струмишки Божков е поставил това училище „на добра почва“. Училището на Божков обаче пострадва при големия пожар в града през август и след тази катастрофа Божков напуска Струмица.
Около 1872 година учителства във Воден. В 1873 година преподава в Узункьопрю, а в 1875 година – в Одрин.